# Gora Utrennjaja
Gora Utrennjaja (russisch Гора Утренняя, englisch Mount Utrennyy, deutsch Morgenberg) ist ein Berg im ostantarktischen Enderbyland. Er ragt 11 km östlich der Ward-Nunatakker in den Nye Mountains auf. 
Kartiert wurde er mittels Luftaufnahmen, die 1957 im Zuge der Australian National Antarctic Research Expeditions sowie 1962 bei einer sowjetischen Antarktisexpedition entstanden. Der deskriptive Name wurde dem Berg bei letzterer verliehen.